# Notting Hill Gate (metrostation)
Notting Hill Gate is een station van de Londense metro aan de Central Line, District Line en de Circle Line.

## Geschiedenis
Op 1 oktober 1868 werden de perrons van de District Line en Circle Line geopend. Op 30 juli 1900 werden de perrons van de Central Line geopend voor publiek. In die tijd bestond er een station voor de District en de Circle Line en een station voor de Central Line zonder inpandige overstapmogelijkheid.

### Metropolitan Railway
De Metropolitan Railway (MR) opende in 1863 de eerste metrolijn ter wereld die de spoorwegstations aan de noordrand van de stad onderling verbond. Na verlengingen aan zowel de west- als de oost-kant in 1864 bouwde de MR de Kensington-tak in het kader van een ringlijn die ze samen met de District Line zou vormen. Deze tak tussen Paddington en Gloucester Road werd op 1 oktober 1868 geopend met een station bij Notting Hill Gate.
De twee zijperrons liggen in een 9 meter diepe uitgraving die beschut wordt door een stationskap. De glazen stationskap boven de uitgraving met perrons is hier behouden terwijl die bij veel metrostations uit dezelfde periode verloren is gegaan. De stationsnaam Notting Hill Gate kon voor verwarring zorgen omdat het in 1864 geopende Ladbroke Grove al de naam "Notting Hill" droeg. Daarom werd dat station in 1880 omgedoopt in "Notting Hill & Ladbroke Grove" en in 1919 verdween de naam Notting Hill helemaal bij dat station.

### Central London Railway
In 1891 werd de Central London Railway (CLR), de latere Central Line, opgericht om een oost-west lijn in een geboorde tunnel te bouwen. Deze oost-west lijn kruist de Kensington-tak bij Notting Hill Gate waar dan ook perrons kwamen om een overstap mogelijk te maken. De perrons van de CLR werden boven elkaar gebouwd, voor de metro's naar het westen op 25 meter diepte, voor die naar het oosten op 31 meter diepte. Deze constructie werd gekozen om te vermijden dat onder bestaande gebouwen gewerkt moest worden. Zoals gebruikelijk voor de Eerste Wereldoorlog werden de reizigers met liften vervoerd tussen de stationshal en de perrons. Het stationsgebouw van de CLR stond aan de noordkant van de straat, terwijl het gebouw van de MR aan de zuidkant stond, zodat overstappers de straat moesten oversteken.

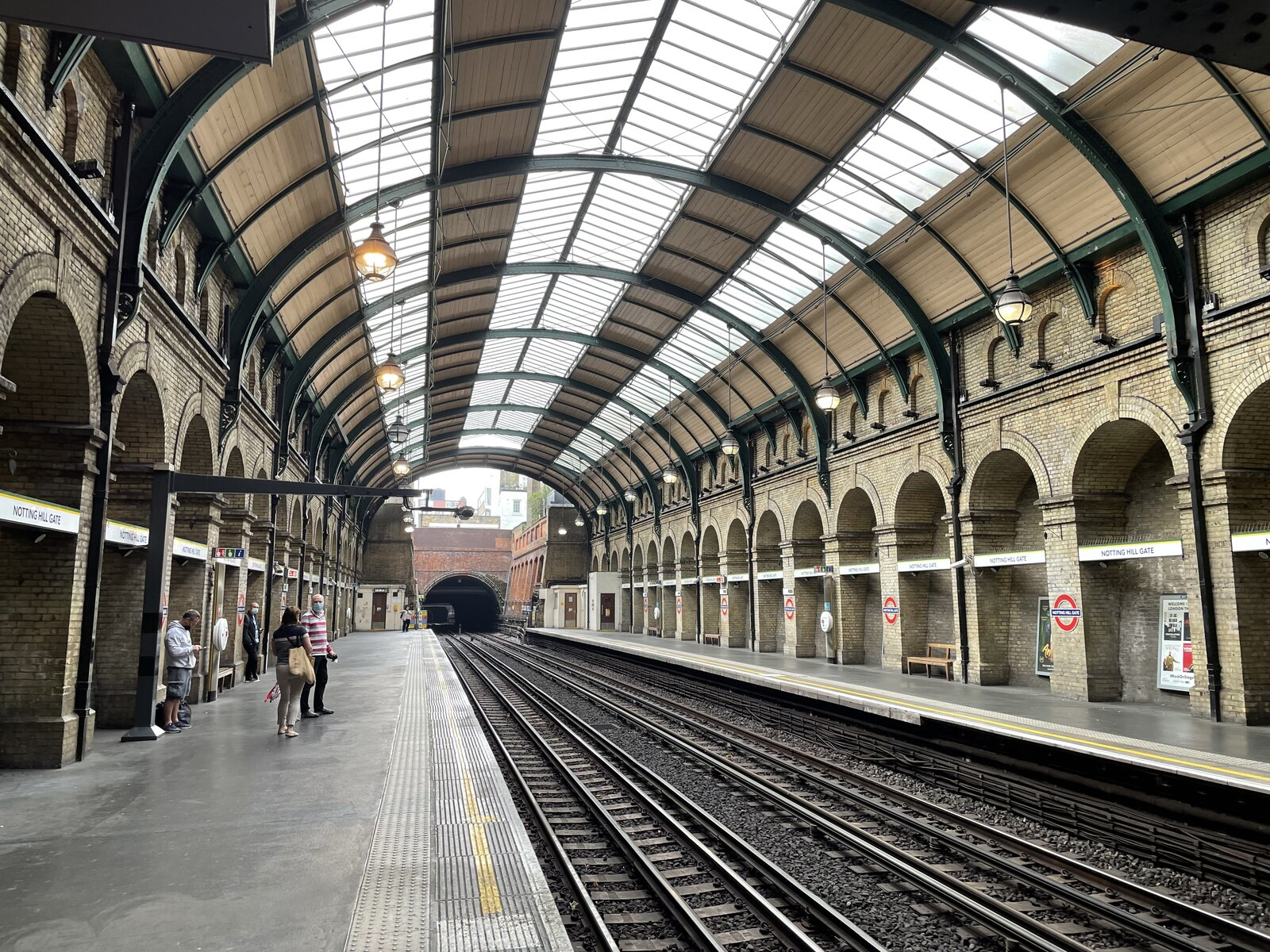
Het stationsdeel uit 1868.
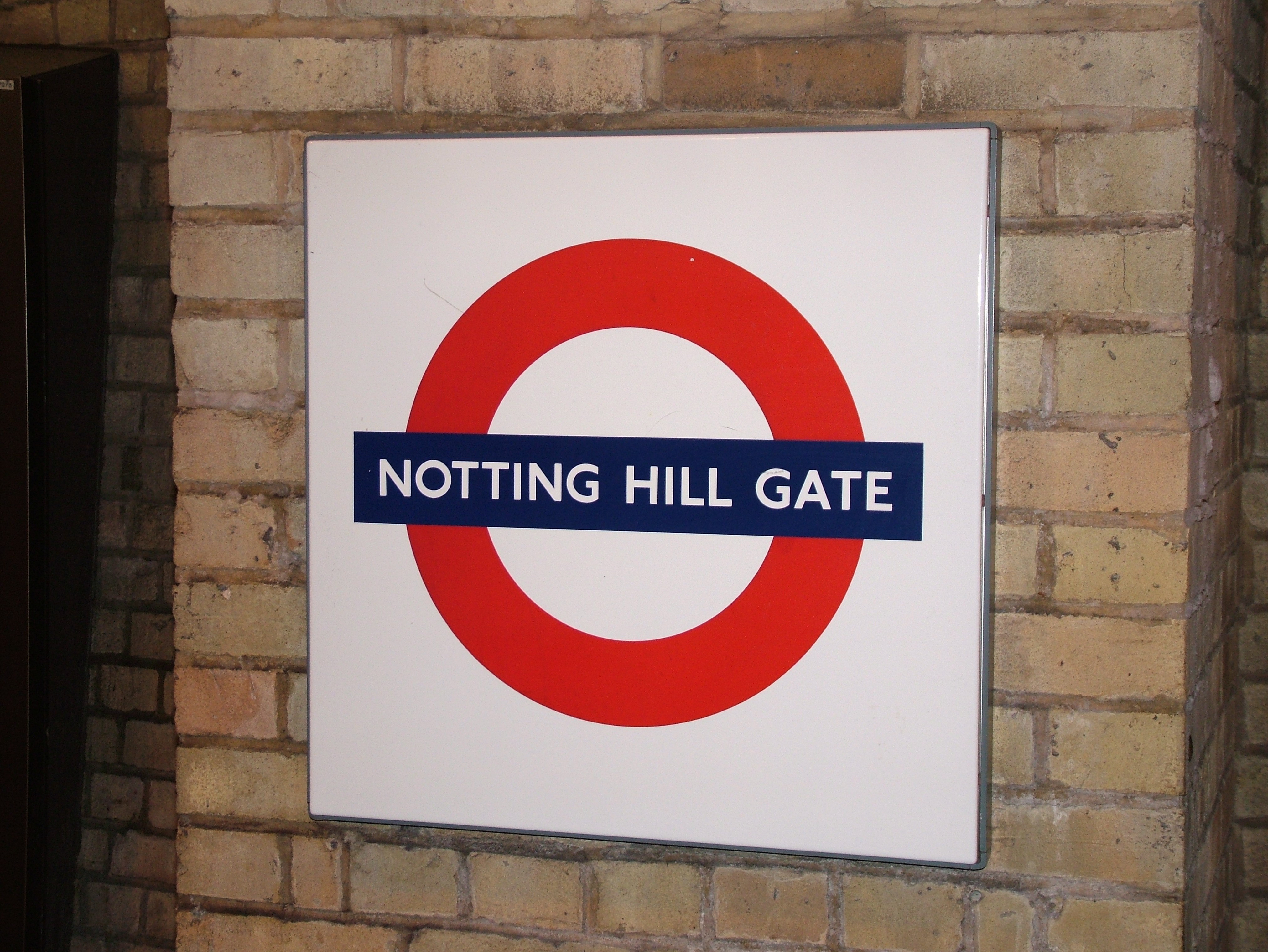
Stationsnaam in het bekende London Underground logo.
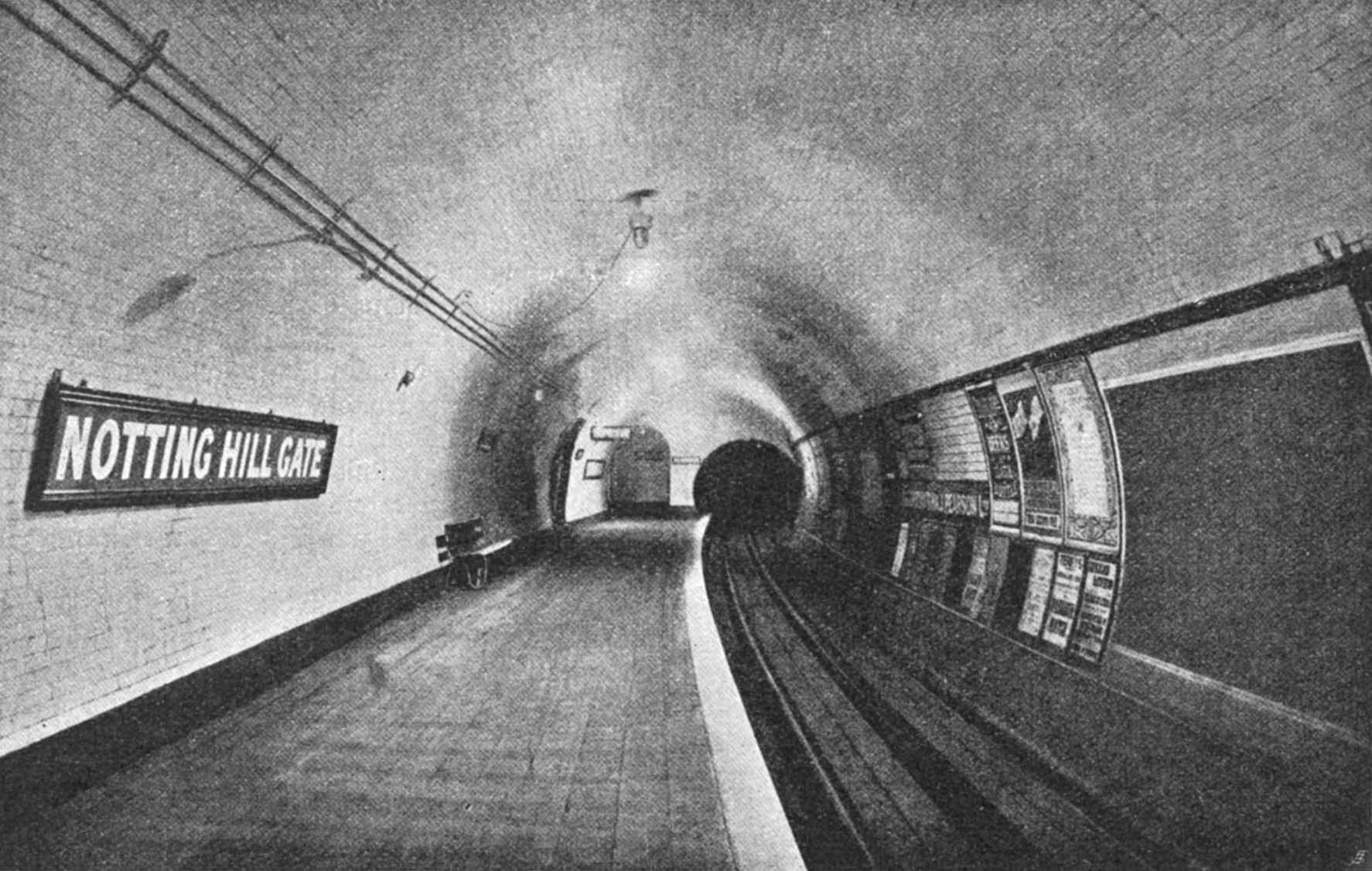
De Central London Railway 1902.

### London Transport
In 1926 begon de District Railway (DR) met diensten op de Kensington-tak en sindsdien rijden zowel de Inner Circle als de DR over de Kensington-tak. In 1933 werd het openbaar vervoer in Londen genationaliseerd in London Transport, dat de metrotrajecten allemaal de uitgang Line gaf toen ze eenmaal onder hetzelfde bedrijf vielen. In 1949 werd de Circle Line geformaliseerd met een eigen lijnkleur, geel, op de kaart en verdween de Metropolitan Line bij Notting Hill Gate. Eind jaren vijftig van de 20e eeuw werd een gemeenschappelijke verdeelhal gebouwd onder de straat en de liften vervangen door roltrapgroepen. De roltrappen waren als eerste van de metro voorzien van metalen in plaats van houten afdekplaten. De stationsgebouwen van de MR en de CLR werden gesloopt en op 1 maart 1959 werd het venieuwde station geopend met een verdeelhal die aan de westkant toegankelijk is vanuit een voetgangerstunnel. Deze is van weerszijden van de straat met vaste trappen toegankelijk zodat reizigers van beide kanten de verdeelhal kunnen bereiken en de tunnel ook door overstekers gebruikt kan worden. In 2006 plaatste de plaatselijke openbare kunstorganisatie Urban Eye mozaïekzuilen bij de zuidelijke ingang.
In 2010 en 2011 werd groot onderhoud uitgevoerd, waarbij het tegelwerk bij de metro-ingangen, in de reizigerstunnels en de perrons van de Central Line werd vernieuwd. Tevens werd de verdeelhal opnieuw ingericht. Tijdens de werkzaamheden werd een verlaten liftdoorgang van het oorspronkelijke CLR-station uit 1900, sinds 1959 gesloten voor het publiek, blootgelegd en bleek er nog een reeks originele affiches uit eind jaren 1950 te hangen; er zijn beelden online gezet. Het plan van architectenbureau Weston Williamson om luifels boven de trappen naar de straat aan te brengen, werd niet uitgevoerd.

## Attracties
- Portobello Road, bekend vanwege de Portobello Market
- Kensington Palace Gardens

## Informatie
- Op de Central Line ligt het station tussen stations Holland Park en Queensway.
- Op de District Line en Circle Line ligt het station tussen stations Bayswater en High Street Kensington.
- Het station ligt op de grens tussen Zone 1 en 2.
- Het station is eveneens een filmset geweest voor de film Otley uit 1968.
- De ambassade van Tsjechië ligt ongeveer 175 meter ten oosten van het station.

## Fotoarchief
- De aanleg van de Metropolitan Railway in 1867
- De bouw van een perron aan de Central London Railway in 1898
- Het stationsgbouw van de Central Line in 1914
- De kaartverkoop van de Central Line in 1927
- De perrons van de Metropolitan & District Line in 1933
- De verdeelhal onder de straat in 1959

Hammersmith · 
Goldhawk Road · 
Shepherd's Bush Market · 
Wood Lane · 
Latimer Road · 
Ladbroke Grove · 
Westbourne Park · 
Royal Oak · 
Paddington · 
Edgware Road · 
Baker Street · 
Great Portland Street · 
Euston Square · 
King's Cross St. Pancras · 
Farringdon · 
Barbican · 
Moorgate · 
Liverpool Street · 
Aldgate · 
Tower Hill · 
Monument · 
Cannon Street · 
Mansion House · 
Blackfriars · 
Temple · 
Embankment · 
Westminster · 
St. James's Park · 
Victoria · 
Sloane Square · 
South Kensington · 
Gloucester Road · 
High Street Kensington · 
Notting Hill Gate · 
Bayswater · 
Paddington · 
Edgware Road